# Palhoça
Palhoça, IPA: [pɐˈʎɔsɐ], amtlich portugiesisch Município de Palhoça, ist eine Gemeinde im brasilianischen Bundesstaat Santa Catarina. Sie hatte 2010 etwa 137.000 Einwohner. Zum 1. Juli 2021 wurde die Einwohnerzahl auf 178.679 Personen geschätzt, die Palhocenser (palhocenses) genannt werden und auf einer Gemeindefläche von rund 394,9 km² leben. Sie ist Teil der Metropolregion Florianópolis.

## Namensherkunft
Der Name Palhoça bedeutet so viel wie Strohdach. Die Stadt erhielt ihren Namen, weil die ersten Einwohner zum großen Teil in Hütten mit Strohdächern lebten.

## Geographie

### Hydrographie
Palhoça wird durchflossen von Rio Cubatão do Sul, Rio Aririú, Rio Imaruí und Rio da Madre.

## Söhne und Töchter der Stadt
- Ricardo dos Santos (1990–2015), Windsurfer
- Micaela de Mello (* 2000), Hürdenläuferin